# Otto Szász
Otto Szász   (Dolná Súča, 11 de desembre de 1884 - Cincinnati, 19 de setembre de 1952) va ser un matemàtic hongarès.

## Vida i Obra
Szász va néixer a la localitat hongaresa d'Alsószúcs (avui Dolná Súča a Eslovàquia). Va estudiar a Budapest, Göttingen, Múnic i París i va rebre el doctorat a la universitat de Budapest el 1911. El 1914 va obtenir l'habilitació docent a la universitat de Frankfurt, en la qual va ser professor fins al 1933, any en què va ser expulsat en aplicació de les normes racials nazis per la seva ascendència jueva.
Va emigrar als Estats Units i, després d'un breu pas pel MIT i per la universitat de Brown, on no va obtenir plaça permanent pel seu escàs coneixement de l'idioma i per la seva formació germànica (que no era garantia d'èxit amb alumnes poc formats), va anar a raure a la universitat de Cincinnati, en la qual va ser professor fins a la seva mort el 1952.
El 1955, el seu alumne David Lipsich, va editar les seves Obres Escollides.
Szász és recordat, sobre tot, pel teorema que porta el seu nom sobre teoria de l'aproximació (1915) i per la família d'operadors per a les funcions contínues que va descobrir el 1950. També va fer treballs importants en altres camps de les matemàtiques com les séries de Fourier o les sèries de potències finites.